# Matilde Padrós
Matilde Padrós Rubió (Barcelona, 1873-Oviedo, 1937) fue una escritora española, sufragista y primera universitaria de España en 1893.

## Biografía
Hija del comerciante textil catalán Timoteo Padrós y de Paulina Rubió, nació en el número 11 de la calle del Coll en Barcelona y tuvo cuatro hermanos más, dos de ellos, Juan Padrós y Carlos Padrós, fundadores del Madrid Foot-ball Club. Siendo una niña su familia se trasladó a Madrid y abrió una tienda de modas, llamada El Capricho, en la esquina de las calles de Alcalá y Cedaceros.
Padrós terminó el bachillerato con nota de sobresaliente y solicitó el ingreso en la universidad que aunque no permitía la asistencia a clases de las mujeres sí que éstas podían examinarse. Hasta 1910 si una mujer quería ir a la universidad necesitaba un permiso especial y permanecía encerrada en la sala de profesores hasta la hora de clase cuando el profesor la iba a buscar y la sentaba en su mesa a su lado, separada de los demás alumnos. De hecho Padrós, ya matriculada en la universidad, estudió el primer curso en casa y en el verano de 1888 se presentó por libre a los exámenes. Años atrás, Concepción Arenal había tenido que vestirse de hombre para asistir a clases.
En este curso de 1887-1888 fueron admitidas en la carrera de Filosofía y Letras Matilde Padrós y Rubió, por la Universidad Central de Madrid, y Ángela Carraffa de Nava, por la Universidad de Salamanca. A Padrós la avalaron tres catedráticos de los que ella había sido alumna en sus respectivas clases, que tacharon de inmejorable el comportamiento y rendimiento de esta como alumna. 
En 1890 y una vez finalizadas las licenciaturas, las dos universitarias solicitaron el acceso al doctorado en la Universidad Central donde coincidirían en la misma clase con Ramón Menéndez Pidal. Ya en la Universidad Central, Padrós siguió dos cursos de doctorado en los que no tuvo que pagar matrícula por haber sido calificada con matrícula de honor, e hizo estudios de sánscrito, historia de la filosofía, más literatura o estética.
En 1893, Padrós obtuvo su doctorado con la tesis titulada El testamento de Jacob. A esta tesis el tribunal formado por Francisco Fernández González, como presidente, Pedro Juste, como secretario, y Mariano Viscasillas, Miguel Morayta y Antonio Sánchez Moguel, como vocales, otorgó calificación de sobresaliente. Obtuvo su título de doctora el 1 de marzo de 1894. De ella, José Ortega y Gasset dijo que era la mujer más inteligente que había conocido y que lo más interesante era que ella no sabía que era inteligente.
Por otro lado también se ocupó durante unos años del negocio familiar hasta que en 1906 se casó con Francisco Sancha con el que se fue a vivir al Retiro. En 1911 y atraídos por los hermanos de Sancha que habían emigrado antes se trasladaron a Londres donde mantuvieron la costumbre de recibir en casa y su vivienda se convirtió en lugar de paso de personas como Luis Araquistain, Tomás Meabe, Julio Álvarez del Vayo, Julio Camba, Salvador de Madariaga y Ramiro de Maeztu. Estallada la Primera Guerra Mundial, Padrós trabajó de profesora de español en el King´s College y como redactora de la Enciclopedia Británica.
En 1922 se volvieron a España, donde Sancha se convirtió en uno de los mejores ilustradores de la época trabajando sobre todo el llamado realismo social. Padrós no llegó a ejercer la profesión de catedrática en una universidad española ya que se dedicó a las tareas del hogar y la crianza de sus hijos. Falleció en Oviedo en 1937.

## Premios y reconocimientos
- Su expediente académico forma parte de la Sección Universidades del Archivo Histórico Nacional, donde también se conservan otros expedientes de las que fueron las primeras universitarias españolas:

Matilde Padrós Rubió, licenciada y doctora en Filosofía y Letras en 1890 y 1893 (UNIVERSIDADES,6727,EXP.5).